# Brüder Pritschow

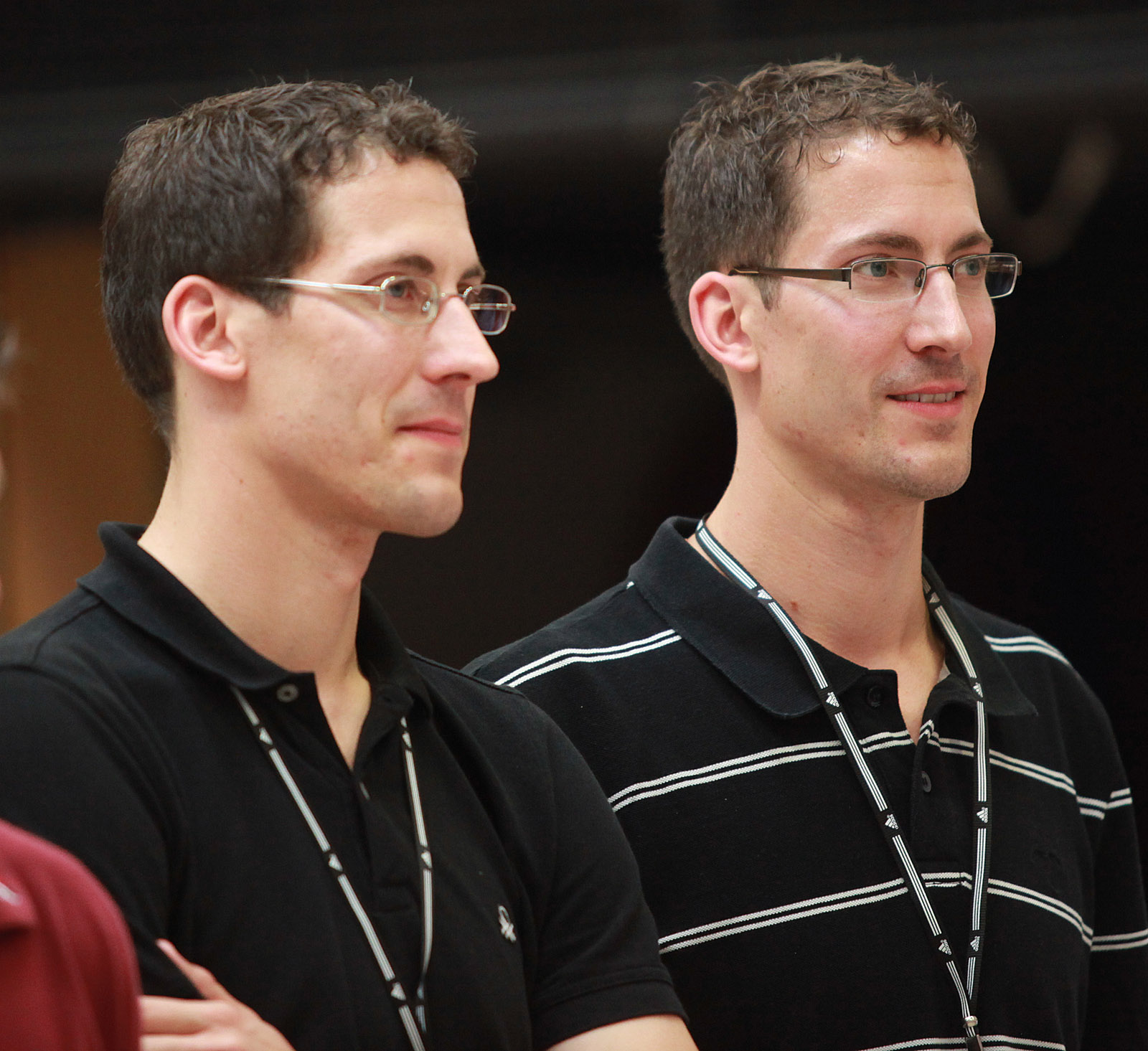
Andreas und Marcus Pritschow am 23. August 2009 beim Schlecker Cup in Ehingen

Die Gebrüder Pritschow, Andreas Pritschow und Marcus Pritschow, (* 21. Dezember 1975) sind ein ehemaliges deutsches Handballschiedsrichter-Gespann.
Sie waren seit 1993 Schiedsrichter und seit dieser Zeit pfiffen die eineiigen Zwillingsbrüder gemeinsam als Gespann. Sie gehören zum Handballverband Württemberg, in dem sie als Verbandsschiedsrichterlehrwarte tätig sind. Seit 2001 gehörten sie zum DHB-Kader und haben insgesamt 434 DHB-Spiele zusammen geleitet.
Zum Abschluss der Saison 2016/17 beendeten beide ihre Schiedsrichterlaufbahn.
Andreas Pritschow ist Bauingenieur und wohnt in Leinfelden. Marcus Pritschow ist promovierter Maschinenbauingenieur und wohnt in Degerloch. Beide arbeiten als wissenschaftliche Mitarbeiter an der Universität Stuttgart. Andreas Pritschow ist zehn Minuten älter als sein Bruder Marcus. Als Spieler spielten beide in der Landesliga, beendeten aber bereits im Alter von 22 Jahren – nach einem Kreuzbandriss von Andreas – ihre aktive Karriere als Spieler.
Günter Pritschow ist der Onkel von Andreas und Marcus Pritschow.